# ザフラー宮殿
ザフラー宮殿（アラビア語:  المدينهُ الزهراء Madīnat az-Zahrā, スペイン語: Medina Azahara ）は、スペインのアンダルシア州コルドバ県コルドバの西北7キロの丘に位置する中世イスラーム建築の宮殿跡。ザフラーとは、アラビア語で「花」を意味する。

## 概要
イベリア半島（アル＝アンダルス）のムスリム政権である後ウマイヤ朝の時代に建設された。アミールからカリフとなったアブド・アッラフマーン3世が、首都コルドバの離宮都市として、寵妃の名を冠して建設したとされる。シエラ・デ・コルドバの花嫁の山（ジャバル・アル・アルース）の中腹に位置し、南方にグアダルキビール川と平原をのぞむ。
アブド・アッラフマーン3世がカリフ宣言をしたのちの936年に着工した。工事には毎日1万人の人夫、ラバ1000頭、ラクダ400頭を使役しても足りず、民間からラバ1000頭を借りたという。造営が進んだところでアブド・アッラフマーン3世はアルカサルから移り、市民の移住も奨励された。建設は息子のハカム2世に引き継がれ、合計35年をかけて完成したが、ウマイヤ朝の内紛によってヒシャーム2世の時代に破壊された。
ウマイヤ朝の滅亡後、12世紀に地理学者のイドリースィーが訪れた際は、少数の住人がいたという。長らく廃墟となっていたが、1910年に発掘が始まり、解明が進んだ。その規模から、ヴェルサイユ宮殿と比べられることもある。

## 構造
最上層にはカリフの宮殿や宮廷人の住居、中層には庭園、下層には大モスクと一般市民の住宅地があったとされる。宮殿は東西1500メートル、南北700メートルの広さを持ち、正門にはドームを頂く円柱回廊があり、寵妃ザフラーを模したともいわれる女人像が置かれていた。鉄や青銅を張った扉は1500枚以上、大理石の円柱は4000本以上に達した。
カリフの謁見の間は、金や銀の瓦、大理石板の床、アラバスターの壁、象牙と黒檀のアーチで造られ、広間の中心には水銀をたたえた水盤があり、来訪者を楽しませるのに使われた。宮殿にはコンスタンティノープルから運んだ噴水盤が2つ設置され、ひとつは金の白鳥と人物像をもつ青銅製、もうひとつは12頭の金の動物像をもち縞瑪瑙に彫刻がされていた。庭園には動物園があり、礼拝堂の中庭には、ワインのように赤い大理石が使われた。好学で知られるハカム2世の治世には、40万巻ともいわれる量の書物が運びこまれた。

## 世界遺産

### 登録基準
この世界遺産は世界遺産登録基準のうち、以下の条件を満たし、登録された（以下の基準は世界遺産センター公表の登録基準からの翻訳、引用である）。
- (3) 現存するまたは消滅した文化的伝統または文明の、唯一のまたは少なくとも稀な証拠。
- (4) 人類の歴史上重要な時代を例証する建築様式、建築物群、技術の集積または景観の優れた例。